# 蓬安站
蓬安站，位于中华人民共和国四川省南充市蓬安县相如镇，是达成铁路上的火车站，建于1995年，2014年6月20日进行新站房改造，2015年1月完工，由成都局集团遂宁车务段管辖。

## 歷史

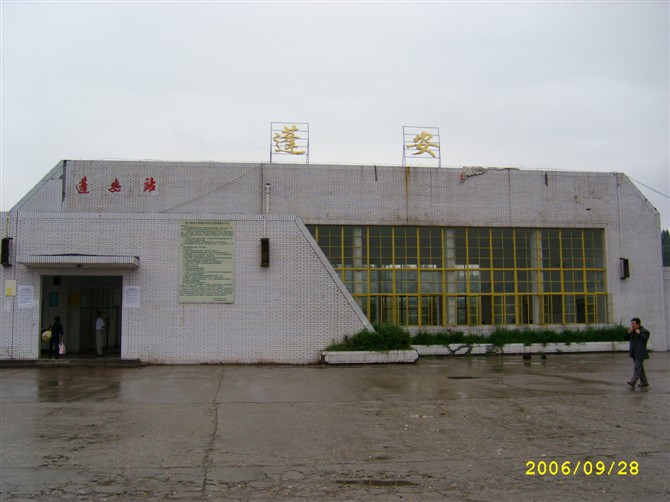
尚未改建的蓬安站（2006年）

- 建于1995年。
- 2014年6月20日新站房改造。[1]
- 2015年1月新站房完工。[2]
- 2015年2月4日办理动车客运业务。[3]

## 車站周邊
- 金福来宾馆
- 桑梓文化广场
- 长河宾馆
- 蓬安汽车站
- 司马相如故里
- 火车站社区黎家店村卫生站

## 外部連結
- 中国铁路客户服务中心 （页面存档备份，存于）
- 维基共享资源上的相關多媒體資源：蓬安站